# Tribologia
La tribologia è la scienza che studia l'attrito, la lubrificazione e l'usura, ovvero tutti i problemi che possono presentarsi nel moto relativo tra superfici interagenti sottoposte a carico.
La parola tribologia deriva dal greco ed è composta da tribos (in greco Τρίβος), che significa attrito e logos (in greco λόγος), che significa studio o scienza, quindi letteralmente "la scienza dell'attrito".
È però necessario precisare che la definizione più corretta per questa disciplina secondo Halling è la seguente: "la scienza e la tecnologia delle superfici interagenti in moto relativo e delle sostanze e pratiche relative". Infatti l'interesse del tribologo spazia dalla fisica, all'ingegneria, alla chimica, alla biologia e molto altro ancora.
La tribologia è una materia che ha moltissime applicazioni, non solo in campo industriale, ma soprattutto nella vita quotidiana di ciascuno di noi.
Potremmo, infatti, ripercorrere un'intera giornata all'insegna della tribologia: dall'utilizzo della schiuma da barba, per permettere uno scorrimento migliore del rasoio sulla pelle, al mattino, fino all'usura controllata nello spazzolamento dei denti prima di andare a dormire.

## Storia

### Preistoria e tempi antichi

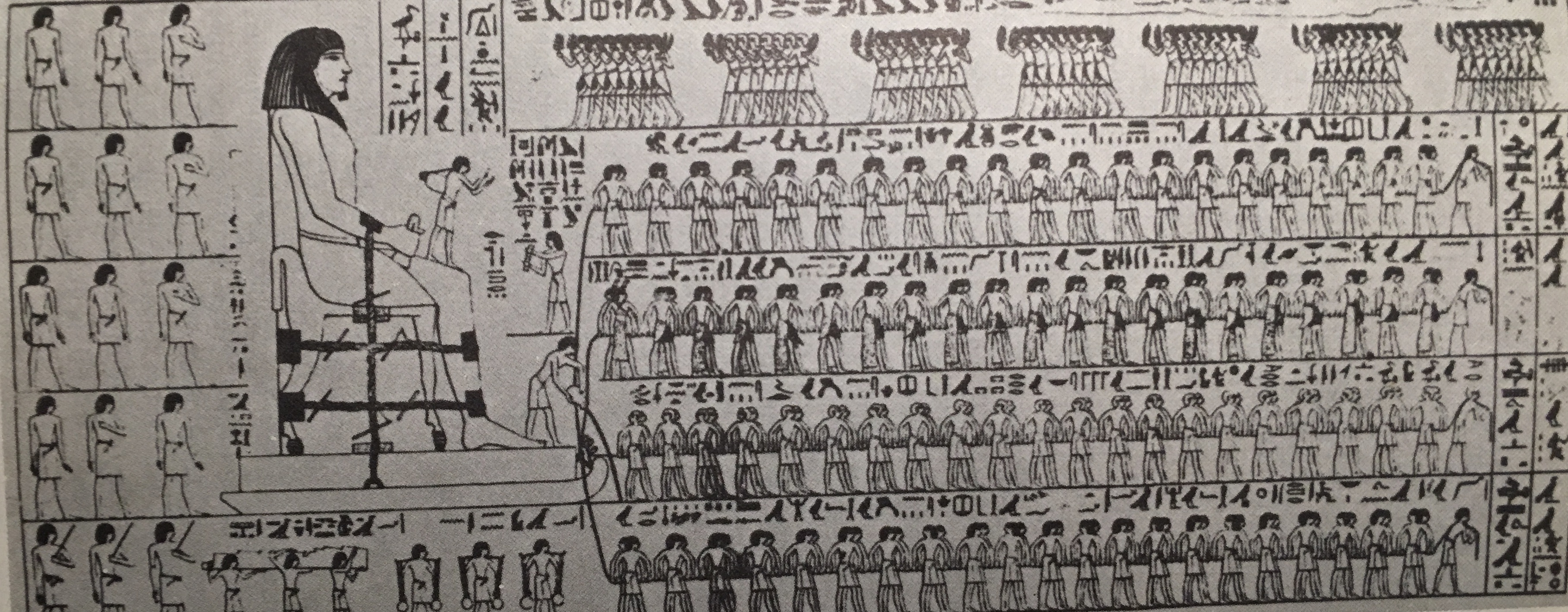
Riproduzione di una pittura murale proveniente dalla tomba di Djehutihotep.

Fin dal principio, l’uomo ha avuto a che fare con la tribologia e in alcuni casi, vi sono anche testimonianze di primordiali applicazioni tribologiche. Lo strofinamento di pietre focaie o legnetti per produrre il fuoco, o l’invenzione della ruota, nata per ridurre l’attrito nel trasporto di materiale e risalente a circa 6000 anni fa, sono solo alcune delle prove che l’archeologia porta a sostegno di quanto affermato. Le prime testimonianze documentate da dipinti o raffigurazioni, però, risalgono all’antico Egitto dove la costruzione delle piramidi aveva posto parecchi problemi di natura tribologica. Possiamo affermare che per ovviare al problema del trasporto di materiale pesante, gli egizi facevano già allora uso di lubrificanti.
Una testimonianza molto importante di quanto detto è stata portata alla luce verso la fine dell’ottocento in una tomba egizia. Se si osserva l’immagine con attenzione si possono contare 172 schiavi che trascinano una pesante statua, posta su di una slitta, e un uomo, che vi versa un liquido davanti al fine di far scorrere meglio la slitta e agevolare il lavoro degli schiavi. Volendo ora mettere alla prova la veridicità di quanto raffigurato, si può fare un veloce calcolo del coefficiente di attrito. Se si considera che ciascuno schiavo esercita sulla slitta una forza di traino di circa 800 N, e che la statua pesa circa 60 tonnellate, avremo che il coefficiente di attrito μ sarà dato da:
{\displaystyle \mu ={{N\cdot F_{T_{Schiavo}}} \over {g\cdot M_{Statua}}}={{172\cdot 800N} \over {9.81{m \over s^{2}}\cdot 6\cdot 10^{4}kg}}\approx 0.23}
dove N è il numero di schiavi, {\displaystyle F_{T_{Schiavo}}} è la forza di traino di ogni schiavo,  g è l'accelerazione gravitazionale e {\displaystyle M_{Statua}} è la massa della statua. A questo punto possiamo affermare che μ = 0.23 è un valore attendibile per un coefficiente di attrito nel caso di slitte lubrificate.

### Le teorie dell'attrito

#### Leonardo Da Vinci
Leonardo Da Vinci, italiano noto in tutto il mondo per i suoi capolavori sia artistici che ingegneristici, fu probabilmente il primo a giungere ad alcune importanti conclusioni riguardanti l'attrito, anche se questo primato gli fu attribuito con un certo ritardo.

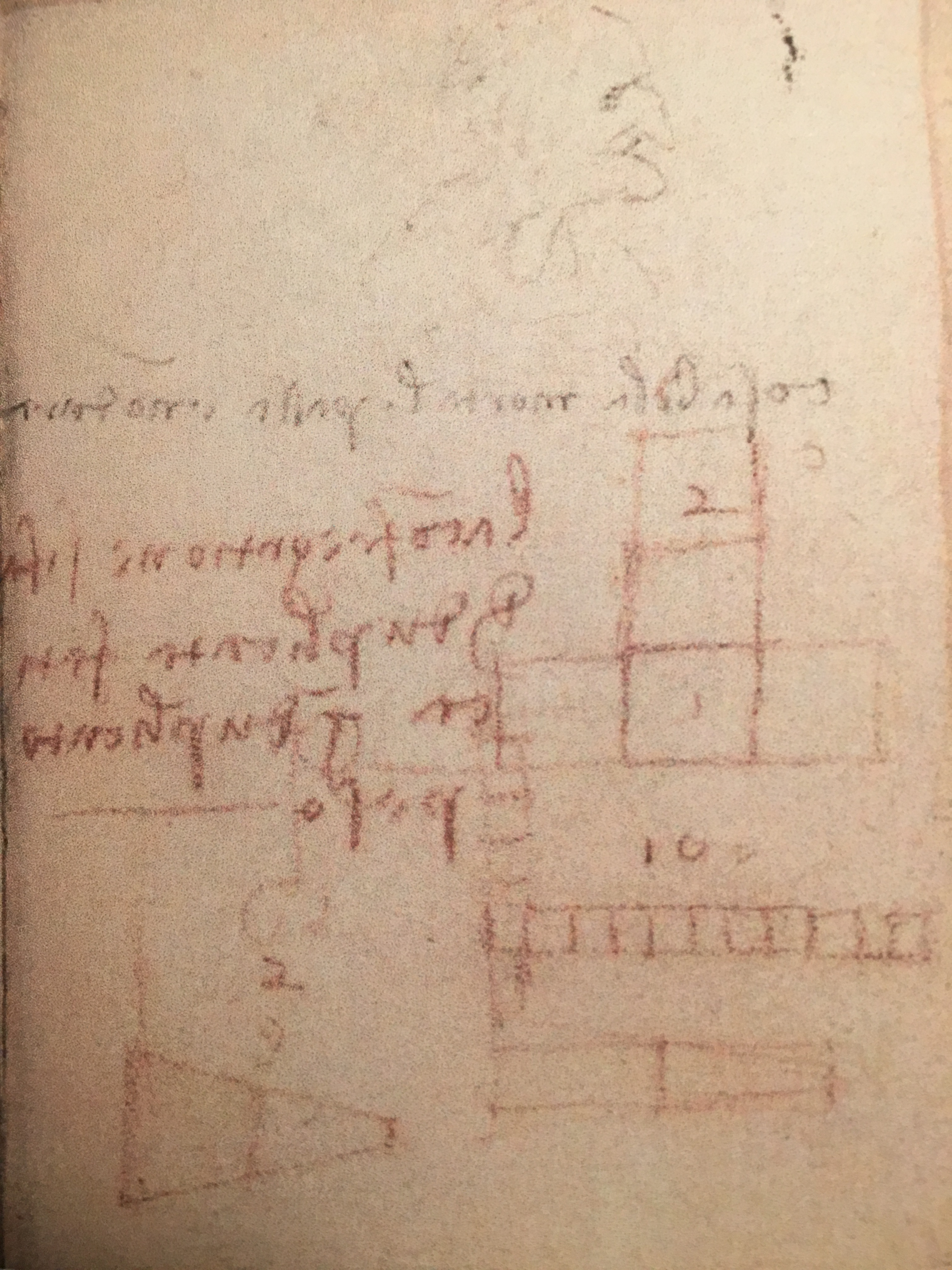
Gli "Scarabocchi"

Egli, infatti, riportò alcune delle sue speculazioni in talune pagine di taccuini, le quali furono erroneamente considerate scarabocchi e a cui, solo nel 2016 grazie ai lavori di Ian Hutchings, ricercatore dell'Università di Cambridge, fu ridata la giusta importanza. Grazie ad Hutchings, infatti, è possibile affermare che gli studi di Leonardo sull'attrito iniziarono nel 1493 e che, grazie anche all'ausilio di apparati come il piano inclinato e il blocco tirato da pesi tramite corde e carrucole, lo portarono a due prime considerazioni, che altro non sono che le leggi di attrito che si utilizzano anche oggi:
1. la forza di attrito che agisce tra due superfici di scorrimento è proporzionale al carico che agisce sulle stesse con un coefficiente di 1/4 per tutti i corpi da lui esaminati nel caso di superfici pulite e lisce;
2. l'attrito è indipendente dall'area di contatto tra le superfici;

Leonardo, inoltre, fornì un ulteriore contributo allo studio dell'attrito, studiando l'attrito volvente e giungendo all'importante conclusione che tale tipo di attrito non è connesso allo strisciamento, ma a un tipo di contatto che può essere visto come una progressione di passi infinitamente piccoli.

#### Primi studi sull'attrito nei mezzi di trasporto
Nel 1685 Robert Hooke, noto per la legge che regola la forza elastica, presentò alla Royal Society un saggio sui mezzi di trasporto, dove si trattava ampiamente il problema dell'attrito di rotolamento delle ruote, intitolato "On the various way of conveyance". Secondo Hooke ci sono due cause principali di attrito se si parla di ruote e suolo: la deformazione dei materiali interessati e l'adesione. Il primo tipo di resistenza è causata da una mancata restituzione, da parte del suolo, della stessa forza fornitagli dalla ruota nella fase di deformazione. Nel caso dell'adesione, invece, Hooke osservò che era necessaria una nuova forza capace di staccare i due materiali.

#### Le leggi dell'attrito e la teoria delle asperità
Nel 1699 Guillaume Amontons, ignaro degli studi di Leonardo, enunciò a sua volta le prime due leggi dell'attrito:
```
La forza d'attrito è proporzionale al carico.
```

```
La forza d'attrito non dipende dall'area di contatto.
```

Il contributo di Amontons allo studio della tribologia però non terminò qui. Egli, infatti, si rese conto che la resistenza causata dall'attrito era simile in alcuni materiali, come ferro, rame, piombo e legno, combinati tra loro in tutti i modi possibili e lubrificati con grasso di maiale; inoltre tale resistenza risultava essere circa un terzo del carico applicato. Proseguendo con i suoi studi cercò anche di spiegare quale fosse l'origine dell'attrito, e l'attribuì a delle proprietà fisiche delle superfici in contatto che, secondo Amontons, non erano perfettamente lisce, ma presentavano delle protuberanze microscopiche definite asperità. L'attrito, secondo il fisico francese, è legato proprio alla forza necessaria per superare queste asperità o per deformarle. Philippe de la Hire, matematico francese che negli anni immediatamente successivi alle pubblicazioni di Amontons si occupò di verificarne gli enunciati, dopo aver dato conferma di quanto affermato dal compatriota, fornì un modello esplicativo in cui le asperità delle superfici vengono considerate come molle elastiche. Inoltre, considerò le asperità come causa dell'usura, quando, a causa dello strofinio tra due superfici, queste protuberanze sono strappate via dalla superficie dell'oggetto in questione. Per quanto riguarda la base matematica di tali teorie riguardanti le asperità rigide a forma di denti di sega, il contributo primo si deve a Leonhard Euler. Il quale, nel 1748-1750, afferma che il coefficiente di attrito statico (del quale fornisce anche il simbolo tuttora in uso, μ) dovrebbe essere uguale alla tangente dell'angolo che descrive l'inclinazione massima dei piani inclinati costituenti le superfici delle asperità. I suoi studi risultano anche fondamentali per osservare la differenza tra coefficiente di attrito statico e dinamico, egli infatti prevede un coefficiente di attrito statico più intenso rispetto a quello dinamico.

#### La teoria della coesione
Contemporaneamente alla teoria delle asperità si sviluppò anche una teoria secondo la quale l'attrito è dovuto, almeno in parte, ad un effetto di coesione tra le superfici di oggetti in contatto. L'esperimento che portò a tali considerazioni fu effettuato da John Theophilus Desaguliers negli anni '20 del '700, e portò quest'ultimo all'osservazione di una forte adesione tra due sferette di piombo. L'apparato sperimentale utilizzato da Desaguliers si componeva di due sferette di piombo di diverse dimensioni, che venivano pressate una contro l'altra con le mani, e successivamente appese per mezzo di una corda attaccata a una delle due sfere. Una volta sottoposto l'apparato alla forza di gravità, si notava che le sfere rimanevano attaccate, evidenziando così la presenza di una forza di adesione. Successivamente Desaguliers cercò di modificare le condizioni dell'esperimento per valutare gli eventuali effetti e sorprendentemente si rese conto che, contrariamente a quanto affermato dalla teoria delle asperità rigide, se si levigavano le sferette con un coltello l'attrito tra di esse aumentava. Questo fatto apportava un'ulteriore conferma dell'esistenza di una qualche forza di adesione tra i metalli. Desaguliers osservò inoltre tale forza di adesione anche nel legno, dove la presenza di acqua comportava un coefficiente di attrito maggiore del legno umido rispetto a quello del legno secco. Il fisico dunque concluse che, benché l'attrito è dovuto in gran parte alle asperità, esiste un'ulteriore forza che contribuisce ad esso, anche se in misura minore, che è appunto data dall'effetto di coesione. Come da prassi, tutte queste osservazioni e conclusioni furono riprese e verificate anche da Samuel Vince nel 1785, il quale aggiunse anche che l'attrito dinamico era minore di quello statico proprio a causa della presenza di un effetto di adesione negli oggetti immobili.

#### La terza legge dell'attrito
In Francia, verso la fine del '700, le esigenze tecniche, dovute alla necessità di trasporti sempre più efficienti e nuovi macchinari, erano in continuo aumento, e fu proprio per questo motivo che l'Académie des Sciences offrì un cospicuo premio a chiunque fosse in grado di compiere lo studio più completo ed esaustivo possibile in merito alle leggi dell'attrito. Il premio, fu assegnato nel 1781 a Charles Augustin Coulomb grazie alla presentazione del suo lavoro intitolato "Théorie des machines simples".
Nello studio Coulomb affronta separatamente il tema dell'attrito statico, che studia in funzione di varie possibili cause: la natura delle superfici in contatto, l'area delle superfici, il carico sopportato e la durata del contatto; e l'attrito dinamico, che studia invece osservando: la natura delle superfici in contatto, l'area delle superfici, il carico sopportato e la velocità relativa tra le superfici. Per ottenere risultati soddisfacenti Coulomb mette in piedi apparati di grandi dimensioni con slitte capaci di scivolare su materiali di diverso tipo e di essere appesantite o alleggerite per valutare i diversi carichi. Dopo aver ripetuto più e più volte i suoi esperimenti, valutando diverse condizioni iniziali e studiando principalmente i materiali necessari a fini industriali, come legno, ferro o rame, il fisico ricavò una formula empirica capace di descrivere i risultati ottenuti per l'attrito statico:
{\displaystyle F={(A+mt^{\alpha }) \over (C+t^{\alpha })}}
che tende ad un valore finito m per {\displaystyle t\rightarrow \infty }.Nel caso dell'attrito dinamico giunse all'importante affermazione, oggi nota come terza legge dell'attrito, secondo cui l'attrito dinamico è indipendente dalla velocità. È necessario, però, osservare che tale asserzione è in realtà un generalizzazione di quanto descritto nella "Théorie des machines simples", dove Coulomb distinse caso per caso (metallo con metallo, metallo con legno etc.) la dipendenza dei materiali dalla velocità e affermò solamente per i metalli che la forza d'attrito è indipendente dall'area di contatto e dalla velocità. Coulomb studiò anche l'attrito volvente, affermando che la forza che vi è collegata deve essere direttamente proporzionale al carico ed inversamente proporzionale al raggio del cilindro studiato. Per quanto riguarda le cause dell'attrito, Coulomb riprese i lavori sulle asperità e sulla coesione dei colleghi e concluse che la causa prima doveva essere l'incastro e la deformazione delle asperità, mentre la coesione avrebbe comunque un'influenza marginale in quanto direttamente proporzionale "al numero di punti di contatto o all'area delle superfici".

#### L'attrito volvente
Per quanto riguarda l'attrito volvente e le sue origini, nella metà dell'800 vi erano due diverse correnti di pensiero. Arthur Jules Morin sosteneva che l'attrito volvente, da lui chiamato resistenza al rotolamento, fosse proporzionale al carico e inversamente proporzionale al raggio del cilindro che si vuole far rotolare, dando così conferma di quanto affermato da Coulomb in precedenza. Contrariamente Arsène Dupit fornì l'interessante interpretazione secondo cui l'attrito volvente è in realtà connesso ad un fenomeno di isteresi elastica dei materiali. Il piano d'appoggio, a causa del carico, viene deformato e dopo che il carico viene rimosso, non riacquista immediatamente le proprietà iniziali, ma rimane deformato per un certo periodo di tempo, restituendo così una forza minore in fase di decompressione di quella ricevuta in fase di compressione. Quest'interpretazione non venne presa in considerazione all'epoca, ma fu rivalutata solamente negli anni '50 del '900 grazie agli studi di Bowden e Tabor.

#### La teoria del contatto tra solidi
Nel 1881 viene enunciata una teoria fondamentale per i calcoli sulle deformazioni delle asperità, a opera di Henrich Rudolph Hertz: la teoria del contatto tra solidi elastici idealmente lisci sottoposti a un carico. Tale teoria fornisce gli strumenti matematici per determinare larghezza e profondità delle zone di contatto tra i solidi e anche la distribuzione delle pressioni e degli sforzi in tali zone.

#### La teoria dell'attrito molecolare
La ricerca delle ragioni dell'attrito si spinse sempre più in profondità, fino ad arrivare ad una teoria molecolare dell'attrito proposta da Tomlinson nel 1929. Tomlinson riteneva che le interazioni tra molecole ed atomi dei corpi fossero causa di una perdita di energia, che andava a ridistribuirsi nei possibili gradi di libertà interni dei solidi, comportando così un aumento di temperatura delle superfici in contatto. Grazie a questa idea iniziale, il fisico riuscì a mettere in piedi alcuni esperimenti che gli permisero di definire delle equazioni in grado di esprimere il coefficiente di attrito radente μ e quello di attrito volvente λ in funzione di alcune grandezze proprie delle molecole e delle loro interazioni, ed inoltre anche di dedurre il rapporto tra i due coefficienti: {\displaystyle {\lambda  \over \mu }={3 \over 4}{e \over a}} dove e è la distanza media intermolecolare del solido e a è la semilarghezza della zona di contatto tra piano e cilindro.

### Le Teorie della Lubrificazione
All'inizio dell'Ottocento, a causa delle continue innovazioni richieste dalla Rivoluzione Industriale, si resero necessari studi tribologici sempre più approfonditi. Fu proprio in questo periodo che si ampliarono gli studi nel campo della lubrificazione e dell'usura dei materiali. Uno dei più importanti studiosi della lubrificazione fu Gustave-Adolphe Hirn, di cui si parla esaustivamente in un articolo della rivista Nature in occasione della sua morte, avvenuta nel Gennaio del 1890 a causa di un'epidemia di influenza.
Hirn si occupò, tra le altre cose, anche dell'importante questione economica della lubrificazione dei macchinari, e sconfisse i precedenti pregiudizi riguardo all'utilizzo degli oli minerali per questo scopo. Egli, inoltre, dimostrò sperimentalmente che, mentre le vecchie leggi dell'attrito enunciate da Morin erano sufficientemente accurate nel caso di un metallo asciutto in contatto con un altro, tali leggi erano da modificarsi considerevolmente nel caso di superfici ben lubrificate, come per i macchinari. Adesso l'attrito varia come la radice quadrata della pressione e come la superficie e la velocità; in modo che la teoria cada in quella del flusso viscoso dei liquidi. Queste leggi sono state confermate recentemente dagli esperimenti effettuati sotto il patronato dell'Institution of Mechanical Engineers (Nature, Febbraio 1890, A.G. Greenhill).
Nel 1883 venne fornita una spiegazione matematica della teoria della lubrificazione ad opera di Nikolaj Pavlovitch Petrov, che si basò sulle dinamiche dei fluidi viscosi. La nota formula di Petrov, difatti, descrive il momento frenante d'attrito M di un cilindro di raggio r in moto con velocità angolare ω, inserito in un cilindro concentrico di raggio r+d, andando così a formare un cuscinetto: {\displaystyle M={{\eta A\omega r^{2}} \over {d}}}dove A è l'area presente tra i cilindri e η la viscosità del liquido lubrificante posto tra i cilindri.
Negli stessi anni B. Tower e O. Reynolds due scienziati, membri del comitato di Ricerca sull'Attrito istituito dall'Institution of Mechanical Engineers, portarono fondamentali sviluppi in campo tribologico. Il primo suggerì soluzioni indispensabili per limitare le perdite di olio lubrificante nei macchinari; il secondo elaborò la teoria classica della lubrificazione idrodinamica, tutt'oggi in uso. Reynolds giunse alla determinazione delle equazioni differenziali che regolano la distribuzione della pressione e degli sforzi a cui è sottoposto il lubrificante durante il moto.

### Le Teorie dell'Usura
Il fenomeno dell'usura fu preso in seria considerazione agli inizi del '900 per limitarne gli effetti e migliorare le prestazioni industriali. Tra i primi studiosi dell'usura troviamo Ragnar Holm, che nel 1946 afferma che le superfici rugose dei materiali entrano in contatto solamente dove si toccano le asperità più alte, e in tale contatto vi è una certa probabilità che uno atomo venga rimosso dalla superficie del solido. Holm giunse ad un'equazione che fornisce il volume di materiale asportato per unità di lunghezza:
{\displaystyle {V \over l}={{kW} \over p_{0}}}
con {\displaystyle p_{0}} pressione di snervamento del materiale.
Nel 1952 Burwell e Strang sostennero che la rimozione non riguarda i singoli atomi bensì gruppi di molti atomi, avvalorando la loro ipotesi per mezzo di esperimenti che coinvolsero l'uso di traccianti radioattivi. I due scienziati, inoltre, osservarono che per pressioni non troppo alte valeva una relazione simile a quella di Holm con un rapporto di proporzionalità diretta tra V / l e il carico W, mentre per pressioni molto alte l'usura aumentava considerevolmente.
Tutte queste ipotesi furono riprese e studiate anche da Archard che, nel 1953, propose una sua reinterpretazione secondo la quale il contatto tra superfici era semplificabile in un contatto tra asperità sferiche di diverse altezze, e anche diverse formule per il tasso di usura:
{\displaystyle {V \over l}=kW^{n}}
dove n esprime la dipendenza dal tipo di deformazione e dalla forma delle particelle prodotte.
Nel 1957 Burwell in un articolo intitolato "Survey of possible wear machine" suddivise l'usura in quattro tipologie basandosi sulle conoscenze del momento:
Sembrerebbe quindi che il modo migliore per affrontare il problema della comprensione, e quindi della previsione dell'usura, sia riconoscere il fatto che il termine unico "usura" comprende in realtà almeno quattro principali fenomeni distinti e indipendenti, che hanno solo l'unica cosa in comune, che il loro risultato finale è la rimozione di materiale solido dalle superfici di sfregamento. Quindi, piuttosto che parlare semplicemente di "usura", sarà utile al nostro pensiero se riconosciamo i seguenti distinti tipi di usura:
1. Usura adesiva o irritante;
2. Usura abrasiva e tagliente;
3. Usura corrosiva;
4. Affaticamento della superficie;
5. Tipi minori.

(Survey of possible wear machine - Burwell)
Successivamente l'usura venne suddivisa anche in usura moderata e usura severa, a seconda delle dimensioni delle particelle prodotte, della resistenza dei contatti e degli effetti riscontrati sulle superfici. La causa principale dell'usura moderata venne individuata da Terence F.J. Quinn nel 1971 nei fenomeni di interazione tra corpo e ambiente. Successivamente nel 1987 si sviluppano delle mappe dell'usura, che permettono di "apprezzare alcune consistenze esistenti di un argomento apparentemente molto complesso", grazie ai lavori di Lim Seh Chun e Ashby.

### La nascita della Tribologia

#### La Summa Tribologica nei lavori di Bowden e Tabor
Nella metà del secolo appena trascorso Franck Philip Bowden e David Tabor decisero di approfondire e di raggruppare tutte le conoscenze note su attrito, lubrificazione e usura. Grazie ai numerosi esperimenti che svilupparono riuscirono a fornire una nuova interpretazione delle leggi di Amontons, tutt'oggi considerata il punto di riferimento fondamentale per gli studi in questo campo. Bowden e Tabor affermarono che il contatto tra due superfici non riguarda l'intera area di queste, bensì un'area molto inferiore data solamente dal contatto delle asperità più alte. In queste piccole zone di contatto si rileva un innalzamento della temperatura, dato dalla forte pressione a cui sono sottoposte, pressione che può provocare anche forti deformazioni. A causa di quanto appena detto si verifica un fenomeno di forte adesione tra le asperità, le quali possono essere separate solamente per mezzo di uno sforzo di taglio t, quindi la forza di attrito può esprimersi come: {\displaystyle {\vec {F}}_{a}={\vec {t}}\cdot A_{r}}, dove {\displaystyle A_{r}} è l'area reale di contatto. Ora dato che, se la pressione raggiunge un certo valore {\displaystyle p_{0}}(pressione di snervamento), le asperità possono subire un ulteriore schiacciamento, allora è possibile affermare che l'area di contatto è proporzionale al carico a cui è sottoposto il corpo, {\displaystyle {\vec {W}}=p_{0}A_{r}}; quindi, l'equazione precedente può essere scritta come: {\displaystyle {\vec {F}}_{a}={{s{\vec {W}}} \over p_{0}}}, dove considerando le leggi di Amontons si ottiene un coefficiente di attrito pari a {\displaystyle \mu ={s/p_{0}}}. Successivamente i due autori fornirono un valore più preciso del coefficiente di attrito, che doveva essere del tipo: {\displaystyle \mu ={s \over p_{0}}[1-\alpha (s/p_{0})^{2}]^{-1/2}}.
Per avvalorare le loro affermazioni , Bowden e Tabor valutarono le dimensioni dell'area reale applicando una tensione elettrica a due metalli in contatto, e misurando la corrente ottenuta. A questo punto ricavarono con facilità l'area di contatto grazie alla sua proporzionalità diretta con la conducibilità fra i due corpi. Nel caso dell'attrito dinamico, Bowden e Tabor si concentrarono sul fenomeno del ploughing, ovvero della comparsa di solchi su una delle due superfici in contatto, a causa della penetrazione delle asperità di un corpo nell'altro. Si possono avere deformazioni permanenti, ovvero plastiche o deformazioni in grado di rimarginarsi, ovvero elastiche. In quest'ultimo caso il ritorno alle condizioni iniziali comporta una perdita di energia per isteresi. Un altro fenomeno che non fu sottovalutato dai due scienziati è il third body, ovvero la presenza di un terzo elemento tra i due in contatto, composto da impurità come ossidi, grassi o umidità. Nel contatto tra due metalli, per esempio, lo strado di ossido che si viene a creare sulle superfici, ha effetti determinanti sull'attrito: normalmente diminuisce l'attrito, ma se viene abraso lo aumenta.

#### La commissione Jost

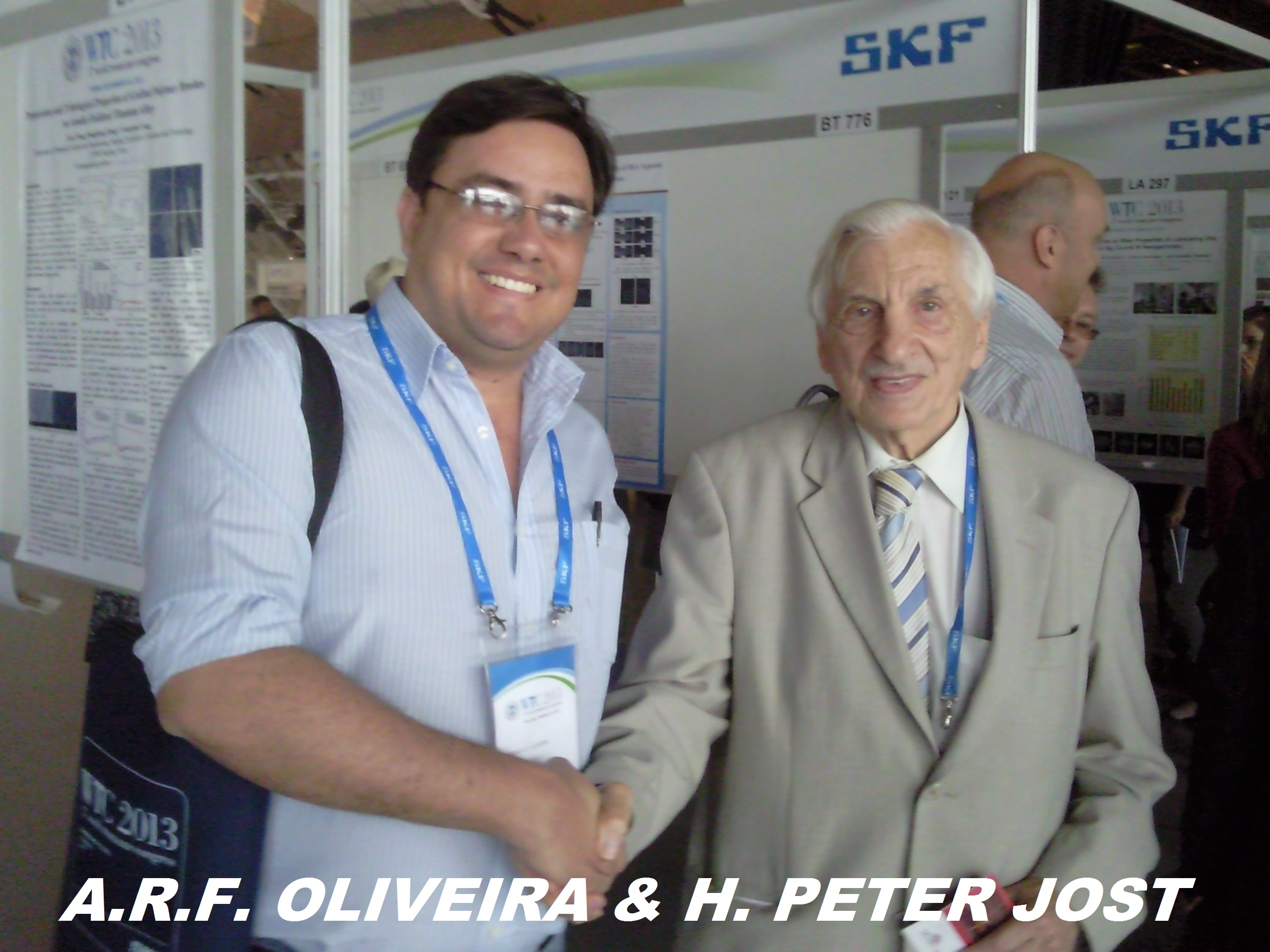
Peter Jost

Nel 1966, il governo inglese, grazie anche ai lavori di Bowden e Tabor, comprese l'importanza fondamentale degli studi in merito ad attrito, usura e lubrificazione per il settore industriale e decise di mettere insieme un gruppo di studiosi con l'obiettivo di redigere un rapporto comprensivo di tutte le conoscenze raggiunte e di elencare tutti gli eventuali settori di nuova ricerca sull'argomento. Nel rapporto, chiamato 'Jost Report' (in onore del presidente della commissione di scienziati), attrito, usura e lubrificazione vennero unificati sotto il nome di Tribologia, ovvero "la scienza e la tecnologia delle superfici interagenti in moto relativo e delle sostanze e pratiche relative".

## Fisica[15][16]

### L'Attrito
La parola attrito deriva dal latino "atterêre", che significa sfregare. Tale termine si usa per descrivere tutti quei fenomeni dissipativi, capaci di produrre calore e di opporre resistenza al moto relativo tra due superfici. Esistono due principali tipologie di attrito:
1. Attrito Statico, che si verifica tra superfici in uno stato di quiete;
2. Attrito Dinamico, che si verifica tra superfici in moto relativo;

Lo studio dei fenomeni d'attrito è uno studio prevalentemente empirico e non permette di giungere a risultati precisi, ma solamente ad utili conclusioni approssimative. Questa incapacità di ottenere un risultato definito, è dovuta all'estrema complessità del fenomeno, che più viene studiato da vicino, più presenta nuovi elementi, i quali, a loro volta, rendono ancora più complessa la descrizione globale.

#### Le Leggi dell'Attrito
Tutte le teorie e gli studi sull'attrito possono essere semplificati in tre leggi principali, che risultano valide nella maggior parte dei casi:
```
Prima Legge di Amontons.
 L'attrito è indipendente dall'area apparente di contatto;
```

```
Seconda Legge di Amontons.
 La forza d'attrito è direttamente proporzionale al carico normale;
```

```
Terza Legge di Coulomb.
 L'attrito dinamico è indipendente dalla velocità di strisciamento relativo.
```

#### L'Attrito Statico[18]
Si consideri un blocco di una certa massa m, posto in quiete su un piano orizzontale. Volendo ora muovere il blocco, si applica una forza esterna{\displaystyle {\vec {F}}_{est}}, così facendo si osserva una certa resistenza al moto data da una forza uguale e contraria a quella applicata, che è appunto la forza di attrito statico {\displaystyle {\vec {F}}_{a.s.}}. Aumentando continuamente la forza applicata, si arriva ad un valore tale per cui il blocco inizia istantaneamente a muoversi. A questo punto, tenendo anche presenti le prime due leggi dell'attrito enunciate in precedenza, è possibile definire la forza di attrito statico come una forza uguale in modulo alla forza minima necessaria per provocare il moto del blocco, e il coefficiente di attrito statico come il rapporto tra la forza d'attrito statico {\displaystyle {\vec {F}}_{a.s.}} e la forza normale al blocco {\displaystyle {\vec {N}}}, ottenendo così:
{\displaystyle \ F_{a.s.}\leq \mu \ N}

#### L'Attrito Dinamico
Una volta che il blocco è stato messo in moto, continuerà ad agire su di esso una forza di attrito, inferiore a quella di attrito statico, che è la forza di attrito dinamico {\displaystyle {\vec {F}}_{a.d.}}. In questo caso è necessario tener conto non solo delle prime due leggi di Amontons, ma anche della legge di Coulomb, così da poter affermare che la relazione tra forza di attrito dinamico {\displaystyle {\vec {F}}_{a.d.}}coefficiente di attrito dinamico k e forza normale {\displaystyle {\vec {N}}}è la seguente:

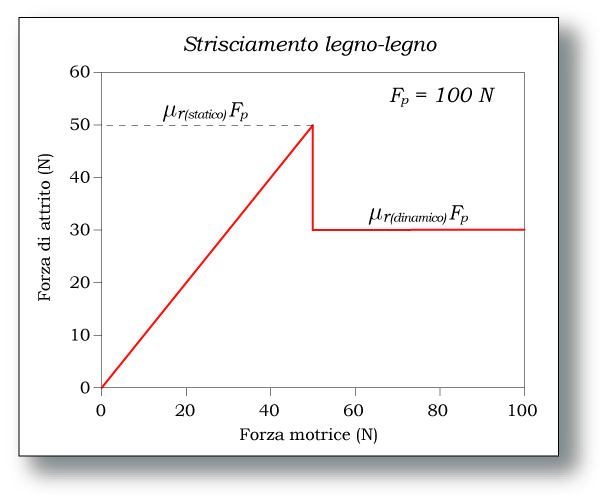
Grafico che descrive il rapporto tra attrito statico e dinamico

{\displaystyle \ F_{a.d}=k{\ N}}

#### Coefficiente d'attrito statico e dinamico
A questo punto è possibile riassumere le proprietà principali dei coefficienti di attrito statico {\displaystyle \mu }e dinamico k. Tali coefficienti sono quantità adimensionali, date dal rapporto tra l'intensità della forza d'attrito{\displaystyle {\vec {F}}_{a.}} e l'intensità del carico applicato {\displaystyle {\vec {W}}}, dipendono dal tipo di superfici che vengono coinvolte in un contatto reciproco, e, in ogni caso, vale sempre la condizione tale per cui:
{\displaystyle \mu >k}
Solitamente, il valore di entrambi i coefficienti non supera l'unità e può essere considerato costante solamente all'interno di determinati intervalli di forze e velocità, al di fuori dei quali si presentano condizioni estreme che modificano tali coefficienti.
| Superfici in contatto         | Attrito Statico {\displaystyle \mu } | Attrito Dinamico {\displaystyle k} |
| ----------------------------- | ------------------------------------ | ---------------------------------- |
| Legno-Legno                   | 0.25-0.5                             | 0.2                                |
| Legno-Cartone                 | 0.32                                 | 0.23                               |
| Ghiaccio-Ghiaccio             | 0.1                                  | 0.02                               |
| Sci in legno sciolinato-Neve  | 0.04                                 | 0.04                               |
| Vetro-Vetro                   | 0.9-1.0                              | 0.4                                |
| Acciaio-Acciaio (Liscio)      | 0.6                                  | 0.6                                |
| Acciaio-Acciaio (Lubrificato) | 0.09                                 | 0.05                               |
| Acciaio-Ghiaccio              | 0.1                                  | 0.05                               |
| Acciaio-Ghiaccio (Secco)      | 0.78                                 | 0.42                               |
| Acciaio-Alluminio             | 0.61                                 | 0.47                               |
| Acciaio-Ottone                | 0.51                                 | 0.44                               |
| Acciaio-Aria                  | 0.001                                | 0.001                              |
| Acciaio-Teflon                | 0.04                                 | 0l04                               |
| Teflon-Teflon                 | 0.04                                 | 0.04                               |
| Gomma-Cemento (Secco)         | 1.0                                  | 0.8                                |
| Gomma-Cemento (Bagnato)       | 0.7                                  | 0.5                                |
| Rame-Acciaio                  | 0.53                                 | 0.36                               |
| Rame-Vetro                    | 0.68                                 | 0.53                               |
| Giunture sinoviali nell'uomo  | 0.01                                 | 0.003                              |

#### Attrito Volvente
Nel caso di corpi capaci di rotolamento si è in presenza di un particolare tipo di attrito, in cui non si verifica il fenomeno dello strisciamento, tipico dell'attrito dinamico, ma è comunque presente una forza che si oppone al moto, che esclude anche il caso dell'attrito statico. Tale tipologia di attrito è definita volvente. Si vuole ora osservare nel dettaglio cosa accade ad una ruota che rotola su un piano orizzontale. Inizialmente la ruota è immobile e le forze che agiscono su di essa sono la forza peso {\displaystyle m{\vec {g}}} e la forza normale {\displaystyle {\vec {N}}} data dalla risposta al peso del pavimento. A questo punto la ruota viene messa in moto, provocando uno spostamento nel punto di applicazione della forza normale che si trova ora applicata davanti al centro della ruota, ad una distanza b, che è pari al valore del coefficiente di attrito volvente. L'opposizione al moto è causata dalla separazione della forza normale e della forza peso nel momento esatto in cui inizia il rotolamento, quindi il valore del momento torcente dato dalla forza di attrito volvente è
{\displaystyle M_{a.v.}={\vec {b}}\times m{\vec {g}}}

Attrito Volvente

Quello che avviene nel dettaglio a livello microscopico tra ruota e piano d'appoggio, è descritto nella figura, dove si può osservare qual è l'andamento delle forze di reazione del piano deformato che agiscono su una ruota immobile. Rotolando la ruota provoca continuamente delle impercettibili deformazioni del piano e, una volta passata ad un punto successivo, il piano torna nel suo stato iniziale. Nella fase di compressione il piano si oppone al moto della ruota, mentre nella fase di decompressione fornisce un contributo positivo al moto. La forza di attrito volvente dipende, quindi, dalle piccole deformazioni subite dal piano di appoggio e dalla ruota stessa, e può essere espressa come
{\displaystyle {\vec {F}}_{v}=b\cdot {\vec {N}}}
dove è possibile esprimere b in relazione al coefficiente di attrito radente {\displaystyle \mu }
{\displaystyle b={\mu v \over r}}
con r il raggio della ruota.

#### Le Superfici
Vista la complessità dei fenomeni che riguardano l'attrito, è importante capire qual è il contributo fornito dalle proprietà dei materiali e delle superfici coinvolte. Se si considera un corpo metallico qualsiasi e si analizza al microscopio una delle sue superfici, precedentemente levigata, contrariamente a quello che ci si potrebbe aspettare, questa non risulta liscia e delimitata da una perfetta linea retta, anzi presenta increspature e irregolarità simili a quelle di una microscopica catena montuosa, chiamate asperità. Andando poi ancora più in profondità, è possibile studiare non solo la superficie più esterna del metallo, ma anche gli stati immediatamente più interni, legati alla storia del metallo, alla sua composizione e ai processi di lavorazione subiti da quest'ultimo. È possibile suddividere il metallo in quattro strati differenti:
1. Struttura cristallina: struttura base del metallo;
2. Strato lavorato: strato che può presentare anche delle inclusioni di materiale estraneo e che deriva dai processi di lavorazione a cui è stato sottoposto il metallo;
3. Strato Indurito: presenta una struttura cristallina di durezza maggiore rispetto agli strati interni, grazie al rapido raffreddamento a cui sono sottoposti nei processi di lavorazione;
4. Strato esterno o di ossidi: strato che si viene a creare grazie alle interazioni con l'ambiente del metallo e al depositarsi di impurità;

Lo strato di ossidi e impurità (third body) riveste una fondamentale importanza tribologica, infatti contribuisce a ridurre l'attrito. Un altro fatto di fondamentale importanza riguardante gli ossidi è che se si riuscisse a pulire e levigare la superficie in modo da ottenere una superficie di metallo "puro", quello che si andrebbe ad osservare è l'unione delle due superfici in contatto. Difatti, in assenza di sottili strati di contaminanti, gli atomi del metallo in questione, non sono in grado di distinguere un corpo dall'altro, andando così a formare un corpo unico se messi in contatto.

#### L'origine dell'attrito
Il contatto tra superfici, in realtà, è un contatto tra asperità e l'origine del fenomeno dell'attrito, e quindi della dissipazione dell'energia, è riconducibile proprio alle deformazioni che tali asperità subiscono a causa del carico e del movimento relativo. Si possono osservare deformazioni plastiche, elastiche o di rottura:
- Deformazioni Plastiche: deformazioni permanenti della forma delle asperità;
- Deformazioni Elastiche: deformazioni in cui l'energia spesa nella fase di compressione viene quasi interamente recuperata nella fase di decompressione (isteresi elastica);
- Deformazioni di Rottura: deformazioni che comportano la rottura delle asperità e la creazione di nuove aree di contatto.

L'energia che viene dissipata durante il fenomeno, si trasforma in calore, aumentando così la temperatura delle superfici in contatto. L'aumento di temperatura dipende anche dalla velocità relativa e dalla rugosità del materiale, può essere così elevato da portare addirittura alla fusione dei materiali coinvolti. Il coinvolgimento nei fenomeni d'attrito della temperatura è fondamentale sotto molti aspetti applicativi, un esempio si può trovare nel caso dei freni. Se la temperatura sale troppo il rischio è quello di una riduzione eccessiva del coefficiente di attrito e conseguentemente una brusca riduzione dell'efficacia dei freni.

#### La Teoria dell'Adesione
La teoria dell'adesione afferma che nel caso di asperità sferiche in contatto tra loro, sottoposte ad un carico {\displaystyle {\vec {W}}}, si osserva una deformazione, che, all'aumentare del carico, passa da una deformazione elastica ad una plastica. Questo fenomeno comporta un ampliamento dell'area reale di contatto {\displaystyle A_{r}}, che per questo si può esprimere come:
{\displaystyle A_{r}={{\vec {W}} \over D}}
dove D è la durezza del materiale definibile come il carico applicato diviso per l'area della superficie di contatto.
Se a questo punto si fanno scorrere le due superfici tra di loro, si osserva una resistenza allo sforzo di taglio t, data dalla presenza di legami adesivi, che si sono creati proprio a causa delle deformazioni plastiche, e quindi la forza di attrito sarà data da
{\displaystyle {\vec {F}}_{a}=A_{r}{\vec {t}}}
A questo punto, poiché il coefficiente d'attrito è il rapporto tra l'intensità della forza d'attrito e quella del carico applicato, è possibile affermare che
{\displaystyle \mu ={t \over D}} ponendo così in relazione {\displaystyle \mu } con le due proprietà dei materiali: resistenza allo sforzo di taglio t e durezza D. Si osservi che per ottenere dei coefficienti d'attrito di basso valore si può ricorrere a materiali che richiedono uno minore sforzo di taglio, ma che siano anche molto duri. Nel caso dei lubrificanti, infatti, si ricorre proprio a un substrato di materiale con basso sforzo di taglio t, posto su un materiale molto duro.
Occorre osservare che la forza che agisce tra due solidi in contatto non avrà solamente componenti normali, come sottinteso finora, bensì presenterà anche componenti tangenziali. Questo complica ulteriormente la descrizione delle interazioni tra asperità, poiché a causa di questa componente tangenziale la deformazione plastica sopraggiunge con un carico minore rispetto a quando si ignora tale componente. Una descrizione più realistica quindi dell'area di ogni singola giunzione che si viene a creare è data da
{\displaystyle {A_{i}}^{2}=({{\vec {W}}_{i}/D})^{2}+\alpha ({\vec {F}}_{i}/D)^{2}}
con {\displaystyle \alpha }costante e {\displaystyle F_{i}} forza "tangente" applicata alla giuntura.
Per ottenere considerazioni ancora più realistiche, occorre prendere in considerazione anche il fenomeno del third body, ovvero la presenza di materiali estranei, come umidità, ossidi o lubrificanti, tra i due solidi in contatto. Si introduce quindi un coefficiente c capace di correlare la resistenza al taglio t del materiale "puro" e quella del third body {\displaystyle t_{t.b.}}
{\displaystyle t=c\cdot t_{t.b.}} con {\displaystyle 0<c<1}.
Studiando il comportamento ai limiti si avrà che per c=0 t=0 e per c=1 si torna nella condizione in cui le superfici sono direttamente in contatto e non si ha presenza di un third body. Tenendo presente quanto appena detto, è possibile correggere la formula del coefficiente di attrito come segue
{\displaystyle \mu ={{c} \over {[\alpha (1-c^{2})]^{1/2}}}}
Si considera, in conclusione, il caso di corpi elastici in interazione tra loro.
Similmente a quanto appena visto, è possibile definire un'equazione del tipo
{\displaystyle A=K{\vec {W}}}
dove, in questo caso, K dipende dalle proprietà elastiche dei materiali. Anche per i corpi elastici la forza tangenziale dipende dal coefficiente c visto in precedenza, e sarà
{\displaystyle {\vec {F}}_{T}=cAs}
e quindi si può ottenere una descrizione abbastanza esaustiva del coefficiente d'attrito
{\displaystyle \mu =cKs}.

#### Misure d'attrito
Il metodo più semplice ed immediato per valutare il coefficiente di attrito di due superfici, è l'utilizzo di un piano inclinato su cui viene fatto scorrere un blocco di materiale. La forza normale al piano è data da {\displaystyle mgcos\theta }, mentre la forza d'attrito è pari a {\displaystyle mgsin\theta }. Questo ci permette di affermare che il coefficiente di attrito è calcolabile con estrema facilità, per mezzo della tangente dell'angolo in cui il blocco inizia a scivolare. Infatti si ha
{\displaystyle \mu ={F_{a} \over N}={mgsin\theta  \over mgcos\theta }={sin\theta  \over cos\theta }=tan\theta }
Dal piano inclinato si è poi passati a sistemi più sofisticati, che permettono di considerare tutte le possibili condizioni ambientali in cui viene fatta la misura, come la macchina a cilindri incrociati o la macchina a perno e disco. Oggi esistono macchinari digitali come il "Friction Tester" che permette, per mezzo di un supporto software, di inserire tutte le variabili desiderate. Un altro processo molto usato è il test di compressione dell'anello. Un anello piatto del materiale che si vuole studiare viene deformato plasticamente per mezzo di una pressa, se la deformazione è un'espansione sia nel cerchio interno che in quello interno, allora si avranno coefficienti di attrito bassi o nulli. Altrimenti per una deformazione che si espande solamente nel cerchio interno si avranno coefficienti di attrito crescenti.

### Lubrificazione
Per diminuire l'attrito tra superfici e tenerne sotto controllo l'usura si utilizzano dei materiali chiamati lubrificanti. Diversamente da quanto si potrebbe pensare, questi non sono solamente oli o grassi, bensì qualsiasi materiale fluido che sia caratterizzato da viscosità, come aria e acqua. Naturalmente, alcuni lubrificanti sono più adatti di altri, a seconda del tipo di utilizzo a cui sono destinati: aria e acqua, per esempio, sono facilmente reperibili, ma la prima può essere utilizzata solamente in condizioni di carico e velocità ristrette, mentre la seconda può contribuire a sua volta all'usura dei materiali. Quello che si cerca di ottenere per mezzo di questi materiali è una lubrificazione a fluido perfetta, ovvero una lubrificazione tale per cui si riesce ad evitare il contatto diretto tra le superfici in questione, inserendo tra queste un film di lubrificante. Per fare ciò esistono due possibilità, a seconda del tipo di applicazione, dei costi che si vogliono affrontare e del livello di "perfezione" della lubrificazione, che si vuole ottenere, è possibile scegliere tra:
1. La lubrificazione fluidostatica (o idrostatica nel caso di oli minerali): che consiste nell'inserimento di materiale lubrificante sotto pressione tra le superfici in contatto;
2. La lubrificazione fluidodinamica (o idrodinamica): che consiste nello sfruttamento del moto relativo tra le superfici per far penetrare il materiale lubrificante.

#### Viscosità
La viscosità è il corrispettivo dell'attrito nei fluidi, descrive, infatti, la capacità dei fluidi di resistere alle forze che ne provocano un cambiamento di forma. Grazie agli studi di Newton si è raggiunta una comprensione più profonda del fenomeno. Egli, infatti, introdusse il concetto di flusso laminare}: un flusso nel quale la velocità cambia di strato in strato. È possibile suddividere idealmente un fluido compreso tra due superfici ({\displaystyle S_{1}}, {\displaystyle S_{2}}) di area A, in vari strati. Lo strato in contatto con la superficie {\displaystyle S_{2}}, la quale si muove con una velocità v a causa di una forza applicata F, avrà la stessa velocità v della lastra, mentre ogni strato immediatamente successivo varierà tale velocità di una quantità dv, fino ad arrivare allo strato in contatto con la superficie immobile {\displaystyle S_{1}}, che avrà velocità nulla. Da quanto detto, è possibile affermare che la forza F, necessaria a provocare un moto laminare in un fluido contenuto tra due lastre, è proporzionale all'area delle due superfici e al gradiente di velocità:
{\displaystyle F\propto A{dv \over dy}}
A questo punto si può introdurre una costante {\displaystyle \mu } di proporzionalità, che corrisponde al coefficiente di viscosità dinamica del fluido, per ottenere la seguente equazione, nota come legge di Newton
{\displaystyle F=\mu A{dv \over dy}}.
La velocità varia della stessa quantità dv di strato in strato e quindi si verifica la condizione tale per cui {\displaystyle dv/dy=v/L}, dove L è la distanza tra le superfici {\displaystyle S_{1}} ed {\displaystyle S_{2}}, e si può quindi semplificare l'equazione precedente scrivendo
{\displaystyle F=\mu A{v \over L}}
La viscosità {\displaystyle \mu } è alta nei fluidi che si oppongono con forza al moto, mentre è contenuta per i fluidi che scorrono con facilità.
| Fluido                    | {\displaystyle \mu (Pa\cdot s)}   |
| ------------------------- | --------------------------------- |
| {\displaystyle CO_{2}}    | {\displaystyle 1.5\cdot 10^{-4}}  |
| Aria                      | {\displaystyle 1.8\cdot 10^{-5}}  |
| Benzina                   | {\displaystyle 2.9\cdot 10^{-4}}  |
| Acqua (90 °C)             | {\displaystyle 0.32\cdot 10^{-3}} |
| Acqua (20 °C)             | {\displaystyle 1.0\cdot 10^{-3}}  |
| Sangue (37 °C)            | {\displaystyle 4.0\cdot 10^{-3}}  |
| Olio Lubrificante (20 °C) | {\displaystyle 0.03}              |
| Olio Lubrificante (0 °C)  | {\displaystyle 0.11}              |
| Glicerina                 | {\displaystyle 1.5}               |

Per determinare di che tipo è il flusso in studio, si osserva il suo numero di Reynolds
{\displaystyle Re={{\rho Lv} \over \mu }}
Questi è una costante che dipende dalla massa volumica {\displaystyle \rho } del fluido, dalla sua viscosità {\displaystyle \mu } e dal diametro {\displaystyle L} del tubo in cui scorre il fluido. Se il numero di Reynolds è relativamente basso allora ci si trova in presenza di un flusso laminare, mentre per {\displaystyle Re\simeq 2000} il flusso diventa turbolento. Per concludere si vuole sottolineare che è possibile suddividere i fluidi in due tipologie a seconda della loro viscosità:
1. Fluidi Newtoniani: ovvero fluidi in cui la viscosità è funzione solamente della temperatura e della pressione del fluido e non del gradiente di velocità;
2. Fluidi Non Newtoniani: ovvero fluidi in cui la viscosità dipende anche dal gradiente di velocità.

#### La viscosità in funzione di temperatura e pressione
Temperatura e pressione sono due fattori fondamentali da valutare nel momento in cui si sceglie un lubrificante al posto di un altro. Si considerino inizialmente gli effetti della temperatura. Vi sono tre principali cause di variazione della temperatura che possono influenzare il comportamento del lubrificante:
- Condizioni climatiche;
- Fattori termici locali (come per i motori delle automobili o le pompe frigorifere);
- La dissipazione di energia dovuta allo sfregamento tra superfici.

Per riuscire a classificare i vari lubrificanti a seconda del comportamento della loro viscosità in funzione della temperatura, nel 1929 fu introdotto l'indice di viscosità (V.I.) da Dean e Davis. Questi assegnarono al lubrificante migliore allora disponibile, ovvero l'olio della Pennsylvania, l'indice di viscosità 100, e al peggiore, ovvero l'olio americano della Costa del Golfo, il valore 0. Per determinare il valore dell'indice di olii intermedi si ricorre al seguente procedimento: si scelgono due olii di riferimento in modo che l'olio in esame abbia la loro stessa viscosità a 100 °C, e si utilizza la seguente equazione per determinarne l'indice di viscosità
{\displaystyle V.I.={{L-O_{Test}} \over {L-H}}\times 100}
Tale procedimento presenta alcuni svantaggi:
- Per miscele di olii i risultati non sono esatti;
- Non si hanno informazioni nel caso in cui ci si trovi al di fuori del range delle temperature fissate;
- Con l'avanzamento delle tecnologie si sono messi a punto olii con V.I. superiori a 100, che non possono essere descritti con il metodo visto sopra.

Nel caso di olii con V.I. superiori a 100 si può utilizzare una relazione diversa che permette di ottenere risultati esatti
{\displaystyle V.I.={{10^{N}-1} \over {0.00715}}+100} {\displaystyle N={{Log(H)-Log(O_{Test})} \over {Log(v)}}}
dove, in questo caso, H è la viscosità a 100 °F dell'olio con V.I. = 100 e v è la viscosità cinematica dell'olio in studio a 210 °F.
Possiamo quindi affermare, in conclusione, che un innalzamento della temperatura comporta una diminuzione della viscosità dell'olio. È utile, inoltre, tenere presente che allo stesso modo un innalzamento della pressione implica un aumento della viscosità. Per valutare gli effetti della pressione sulla viscosità si ricorre alla seguente equazione
{\displaystyle \mu =\mu _{0}exp{(\alpha p)}}
dove {\displaystyle \mu } è il coefficiente di viscosità alla pressione {\displaystyle p}, {\displaystyle \mu _{0}} è il coefficiente di viscosità a pressione atmosferica ed {\displaystyle \alpha } è una costante che descrive la relazione tra viscosità e pressione.

#### Misure di Viscosità
Per determinare la viscosità di un fluido si utilizzano i viscosimetri che possono essere suddivisi in 3 categorie principali:
1. Viscosimetri capillari, in cui la viscosità del fluido viene misurata facendolo scorrere in un tubo capillare;
2. Viscosimetri a caduta di solido, in cui si misura la viscosità calcolando la velocità di un solido che si muove nel fluido;
3. Viscosimetri rotazionali, in cui si ottiene la viscosità valutando lo scorrimento del fluido posto tra due superfici in moto relativo.

Le prime due tipologie di viscosimetro vengono utilizzate principalmente per fluidi newtoniani, mentre la terza è molto versatile.

### Usura
L'usura è la progressiva rimozione involontaria di materiale da una superficie in moto relativo con un'altra o con un fluido. Si possono distinguere due diverse tipologie di usura: un'usura moderata e un'usura severa. Il primo caso riguarda bassi carichi e superfici lisce, mentre il secondo riguarda carichi decisamente più elevati e superfici compatibili e rugose, in cui i processi di usura risultano molto più violenti. L'usura riveste un ruolo fondamentale negli studi tribologici, poiché provoca dei cambiamenti nella forma dei componenti utilizzati nella costruzione di macchinari (per esempio). Questi pezzi usurati vanno sostituiti e ciò comporta sia un problema di natura economica, a causa del costo della sostituzione, sia un problema di natura funzionale, in quanto se non si sostituiscono in tempo tali componenti, si potrebbero verificare danni più gravi al macchinario nel suo complesso. Questo fenomeno, però, non ha solo lati negativi, anzi, è spesso usato per ridurre la rugosità di alcuni materiali eliminandone le asperità. Erroneamente si tende ad immaginare l'usura in una correlazione diretta con l'attrito, in realtà questi due fenomeni non sono collegabili in maniera semplice. Possono esserci condizioni tali per cui ad un basso attrito si può avere un'usura significativa e viceversa. Affinché si verifichi questo fenomeno, sono necessari determinati "tempi di realizzazione", che possono mutare a seconda di alcune variabili, quali carico, velocità, lubrificazione e condizioni ambientali. Inoltre, esistono diversi meccanismi di usura, che possono presentarsi contemporaneamente o addirittura combinati tra loro:
1. Usura Adesiva;
2. Usura Abrasiva;
3. Usura per Fatica;
4. Usura Corrosiva;
5. Usura da sfregamento o Fretting;
6. Usura da Erosione;
7. Altri fenomeni d'usura minori (Usura per Impatto, Cavitazione, Usura-Fusione, Usura-Diffusione).

#### Usura Adesiva
Come noto, il contatto tra due superfici avviene per mezzo dell'interazione tra asperità. Se si applica uno sforzo di taglio nella zona di contatto, è possibile che si verifichi il distacco di una piccola parte del materiale più debole, a causa dell'adesione di questo con la superficie più dura. Quanto descritto è proprio il meccanismo dell'usura adesiva rappresentato in figura. Questo tipo di usura è molto problematico, poiché comporta alte velocità di usura, allo stesso tempo, però, è possibile ridurre l'adesione aumentando la rugosità superficiale e la durezza delle superfici coinvolte, oppure inserendo strati di contaminanti come ossigeno, ossidi, acqua o olii. In conclusione si può descrivere il comportamento del volume d'usura adesiva per mezzo di tre leggi principali:
```
Legge 1
. La massa coinvolta nell'usura è proporzionale alla distanza percorsa nello sfregamento tra le superfici.
```

```
Legge 2
. La massa coinvolta nell'usura è proporzionale al carico applicato.
```

```
Legge 3
. La massa coinvolta nell'usura è inversamente proporzionale alla durezza del materiale meno duro.
```

#### Usura Abrasiva
L'usura abrasiva consiste nello sforzo di taglio di superfici dure che agiscono su superfici più tenere e può essere causata o dalle asperità che come delle punte tagliano il materiale contro cui sfregano (usura abrasiva a due corpi), oppure da delle particelle di materiale duro che si interpongono tra due superfici in moto relativo (usura abrasiva a tre corpi). A livelli applicativi l'usura a due corpi è facilmente eliminabile per mezzo di un'adeguata finitura delle superfici, mentre l'usura a tre corpi può portare seri problemi e va quindi rimossa quanto più possibile per mezzo di adeguati filtri, prima ancora per mezzo di una ponderata progettazione dei macchinari.

#### Usura per Fatica
L'usura per fatica è un tipo di usura che viene causata da carichi alternativi, che provocano sforzi di contatto locali ripetuti nel tempo, i quali a loro volta portano al deterioramento dei materiali coinvolti. L'esempio più immediato di questo tipo di usura è quello di un pettine. Se si fa scorrere un dito sui denti del pettine più e più volte, si osserva che ad un certo punto uno o più denti del pettine si staccano. Questo fenomeno può portare allo sfaldarsi delle superfici per cause meccaniche o termiche. Il primo caso è quello descritto in precedenza in cui un carico ripetuto più volte provoca sforzi di contatto elevati. Il secondo caso, invece, è causato dall'espansione termica dei materiali coinvolti nel processo. Per ridurre questo tipo di usura, quindi, è bene cercare di diminuire sia gli sforzi di contatto, sia il ciclaggio termico, ovvero la frequenza con cui si intervallano temperature differenti. Per risultati ottimali è bene anche eliminare, quanto più possibile, le impurità tra le superfici, i difetti locali e le inclusioni di materiali estranei nei corpi coinvolti.

#### Usura Corrosiva
L'usura corrosiva si verifica in presenza di metalli che si ossidano (Tribossidativa) o che si corrodono. Quando le superfici metalliche pure vengono in contatto con l'ambiente circostante, sulle loro superfici si vengono a creare dei film di ossido a causa dei contaminanti presenti nell'ambiente stesso, come acqua, ossigeno o acidi. Questi film vengono continuamente rimossi dai meccanismi di usura abrasiva e adesiva, continuamente ricreati dalle interazioni metallo puro-contaminanti. Chiaramente questo tipo di usura può essere ridotto cercando di creare un ambiente 'ad hoc', privo di inquinanti e soggetto a sbalzi termici minimi. L'usura corrosiva può essere anche positiva in alcune applicazioni. Difatti, gli ossidi che si vengono a creare, contribuiscono a diminuire il coefficiente di attrito tra le superfici, oppure, essendo in molti casi più duri del metallo a cui appartengono, possono essere usati come ottimi abrasivi.

#### Usura da sfregamento o Fretting
L'usura da sfregamento si verifica nei sistemi soggetti a vibrazioni più o meno intense, le quali provocano dei movimenti relativi tra le superfici in contatto dell'ordine del nanometro. Questi microscopici movimenti relativi provocano sia usura adesiva, causata dallo spostamento stesso, sia usura abrasiva, causata dalle particelle prodotte nella fase adesiva, che restano intrappolate tra le superfici. Questo tipo di usura può essere accelerato dalla presenza di sostanze corrosive e dall'aumento della temperatura.

#### Usura da Erosione
L'usura da erosione si verifica quando delle particelle libere, che possono essere sia solide che liquide, colpiscono una superficie, provocandone l'abrasione. I meccanismi coinvolti sono di varia natura e dipendono da alcuni parametri, come l'angolo d'impatto, la dimensione della particella, la velocità d'impatto e il materiale di cui le particelle sono costituite.

#### Fattori che influenzano l'usura
Tra i fattori principali che influenzano l'usura troviamo
1. Durezza;
2. Solubilità Reciproca;
3. Struttura cristallina.

È stato verificato che più un materiale è duro più l'usura diminuisce. Allo stesso modo, meno due materiali sono reciprocamente solubili, più l'usura tende a diminuire. Infine, per quanto riguarda la struttura cristallina, è possibile affermare che alcune strutture sono più adatte a resistere all'usura di altre, come per esempio una struttura esagonale a distribuzione compatta, che può deformarsi solamente per slittamento lungo i piani di base.

#### Tasso d'usura
Per fornire una valutazione del danno causato dall'usura, si utilizza un coefficiente adimensionale chiamato tasso d'usura, dato dal rapporto tra la variazione di altezza del corpo {\displaystyle \Delta h} e la lunghezza dello strisciamento relativo {\displaystyle \Delta l}.
{\displaystyle T_{usura}={\delta h \over \Delta l}}
Tale coefficiente permette di suddividere, a seconda della sua entità, i danni subiti da vari materiali in diverse situazioni, passando da un grado di usura modesto, attraverso uno medio, ad un grado di usura severo.
| Classe | {\displaystyle T_{Usura}}         | Livello d'usura |
| ------ | --------------------------------- | --------------- |
| 0      | {\displaystyle 10^{-13}-10^{-12}} | Modesto         |
| 1      | {\displaystyle 10^{-12}-10^{-11}} | Modesto         |
| 2      | {\displaystyle 10^{-11}-10^{-10}} | Modesto         |
| 3      | {\displaystyle 10^{-10}-10^{-9}}  | Medio           |
| 4      | {\displaystyle 10^{-9}-10^{-8}}   | Medio           |
| 5      | {\displaystyle 10^{-8}-10^{-7}}   | Medio           |
| 6      | {\displaystyle 10^{-7}-10^{-6}}   | Medio           |
| 7      | {\displaystyle 10^{-6}-10^{-5}}   | Severo          |
| 8      | {\displaystyle 10^{-5}-10^{-4}}   | Severo          |
| 9      | {\displaystyle 10^{-4}-10^{-3}}   | Severo          |

Per esprimere, invece, il volume di usura V è possibile ricorrere all'equazione di Holm
{\displaystyle V=k{W \over H}l} (per usura adesiva)
{\displaystyle V=k_{a}{W \over H}l} (per usura abrasiva)
dove W/H rappresenta l'area reale di contatto, l la lunghezza della distanza percorsa e k e {\displaystyle k_{a}} sono fattori dimensionali sperimentali.

#### Misura dell'usura
Nelle misure sperimentali di usura dei materiali è spesso necessario ricreare dei tassi di usura abbastanza piccoli e di accelerare i tempi. I fenomeni, che nella realtà si sviluppano dopo anni, in laboratorio devono verificarsi dopo qualche giorno. Una prima valutazione dei processi di usura è un'ispezione visiva del profilo superficiale del corpo in studio, comprensiva di un confronto prima e dopo il verificarsi del fenomeno di usura. In questa prima analisi si osservano le eventuali variazioni della durezza e della geometria superficiale del materiale.
Un altro metodo d'indagine è quello dei traccianti radioattivi, utilizzato per valutare l'usura a livelli macroscopici. Uno dei due materiali in contatto, coinvolti in un processo di usura, viene marcato con un tracciante radioattivo. Così facendo, le particelle di questo materiale, che verranno asportate, saranno facilmente visibili e valutabili. Infine, per accelerare i tempi dell'usura, una delle tecniche più note utilizzate è quella delle prove ad elevata pressione al contatto. In questo caso, per ottenere i risultati desiderati è sufficiente applicare il carico su una area di contatto molto ridotta.

## Applicazioni
Le applicazioni tribologiche, come è facile immaginare da quanto riportato in precedenza, comprendono praticamente qualsiasi settore. Di seguito, si riportano alcuni campi di studio riguardanti la tribologia:
- Nanotribologia: si occupa di fenomeni tribologici che avvengono a scale nanometriche;
- Biotribologia: si occupa dei fenomeni tribologici interni ai sistemi biologici, ovviamente principalmente si studiano i fenomeni interni al corpo umano;
- Tribologia Industriale o Classica;
- Tribologia Spaziale;
- Geotribologia: si occupa dello studio di attrito e usura nei sistemi geologici come ghiacciai o faglie sismiche;
- Tribologia Computazionale: si occupa di riprodurre sistemi tribologici per mezzo di simulazioni, capaci di combinare insieme più discipline fisiche;
- Tribotronica: si occupa di integrare nei macchinari in cui si hanno fenomeni tribologici dei loop di controllo attivi per migliorare l'efficienza del macchinario stesso[29];
- Ecotribologia.

### Nanotribologia
Negli anni '80, grazie all'introduzione di nuovi apparati di misura, capaci di indagare a scale micro e nanoscopiche, e alla sempre maggiore potenza di calcolo dei computer, si è potuta studiare la fenomenologia dell'attrito su scala atomica. Tale studio si poneva principalmente due scopi: spiegare ad un livello fondamentale le leggi dell'attrito e definire le proprietà nanoscopiche dello stesso, per supportare le nanotecnologie allora in fase di sviluppo. L'idea principale si sviluppò a partire dai lavori di Tomlinson, considerando la dissipazione energetica dell'attrito su scala microscopica come dovuta a onde elastiche derivanti dai moti di vibrazione del materiale. Tale ipotesi fu verificata sperimentalmente negli anni '90, grazie ai lavori di Jacqueline Krim, in particolare grazie ad un esperimento condotto nel 1991 su un film monoatomico di kripton. In generale, si arrivò a distinguere due principali meccanismi di dissipazione atomica dell'energia: il primo è la dissipazione dovuta all'eccitamento di fononi, vista in precedenza, mentre la seconda dipende dalle eccitazioni elettroniche. Mentre la prima aumenta con il numero di strati atomici, la seconda riguarda solamente gli strati più superficiali del materiale. Gli studi nanotribologici sono fondamentali per le applicazioni, oramai diffusissime, dei sistemi miniaturizzati, come le memorie magnetiche dei computer e le micro e nano macchine, che sono estremamente sensibili a fenomeni di attrito e usura.

### Biotribologia
Nel campo medico la tribologia svolge un ruolo fondamentale, basti pensare all'usura e allo sfregamento delle più quotidiane lenti a contatto, fino a giungere alle meno comuni protesi. La biotribologia si occupa: dell'usura di protesi e apparecchi biomedici, come possono essere un pacemaker o degli stent; dei fenomeni tribologici che si verificano nello sfregamento dei denti e nella loro consequenziale usura; della longevità delle viti e delle piastre utilizzate nella riparazione di fratture ossee e via dicendo. Uno dei campi medici più importanti in cui si studiano a fondo i fenomeni tribologici è quello ortopedico, dove la protesi all'anca costituisce uno degli esempi principali. In questo caso, il fenomeno tribologico è dato dallo sfregamento delle teste femorali, che solitamente vengono sostituite con protesi in polietilene. Negli anni settanta si è studiata una soluzione con dei materiali ceramici (alluminia e zirconia), che grazie ai valori d'usura estremamente bassi, e ai recenti progressi contro la rottura del materiale (che oggi si verifica in soli tre casi ogni mille), fornisce altissimi standard di qualità e resistenza.

### Tribologia Industriale

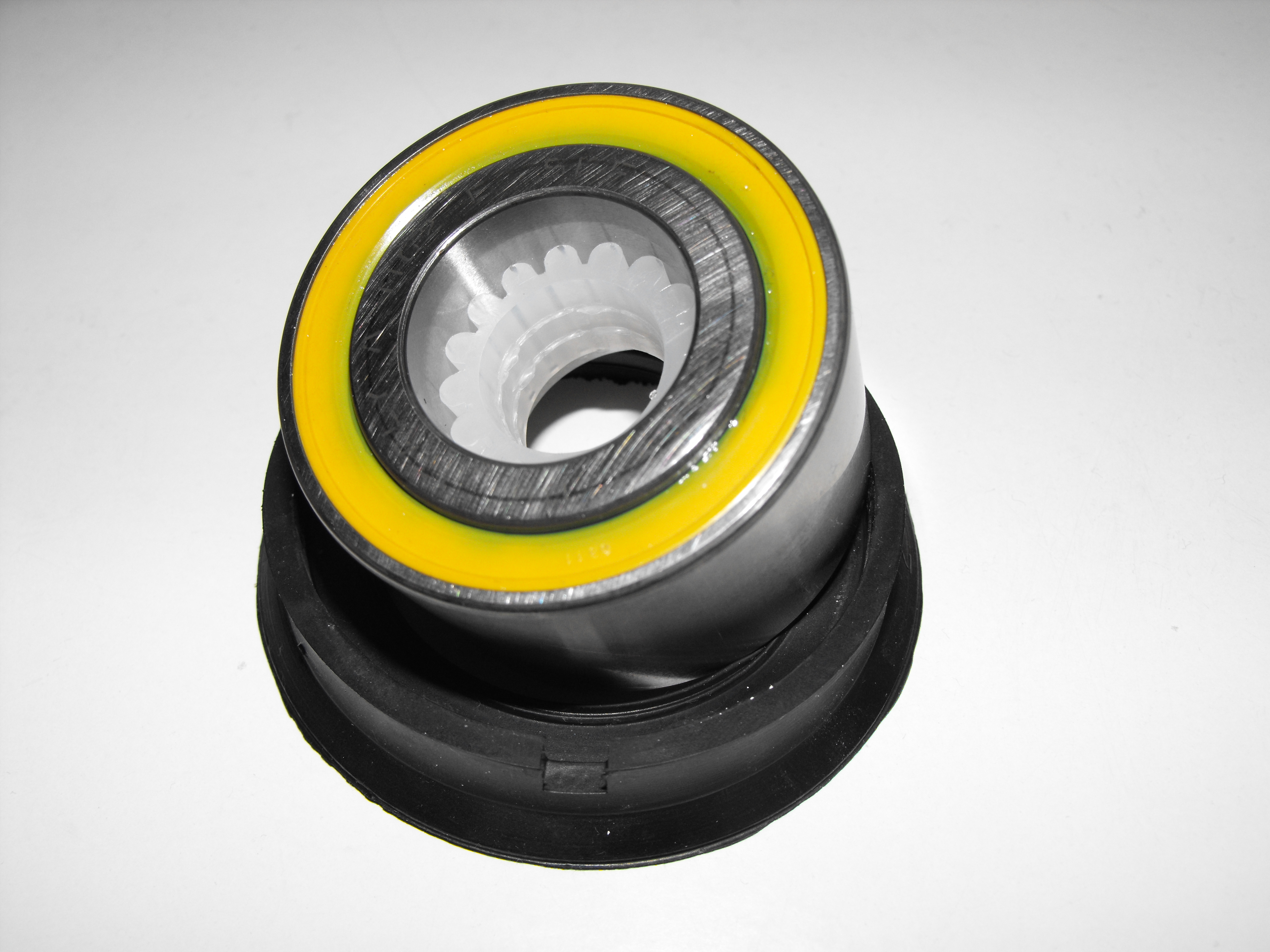
Cuscinetto

In campo industriale, uno degli esempi più diffusi e più studiati di applicazione tribologica sono i cuscinetti. Questi sono dispositivi meccanici utilizzati per ridurre l'attrito tra due superfici in moto relativo, rotatorio o lineare. Un primitivo cuscinetto era già stato studiato da Leonardo Da Vinci, durante i suoi studi sull'attrito, ma è solamente sul finire dell'800 grazie a Friedrich Fischer, fondatore della FAG, Henry Timken, fondatore della Timken Company, Sven Gustaf Wingquist, fondatore della SKF e dell'azienda Riv con la collaborazione della famiglia Agnelli, che i cuscinetti furono studiati e migliorati fino a raggiungere la grande distribuzione industriale di cui tutt'oggi sono uno dei grandi protagonisti. I cuscinetti, infatti, vengono utilizzati principalmente nella costruzione degli impianti frenanti dei veicoli, ma sono coinvolti anche nella costruzione di edifici e ponti, di impianti eolici e di macchinari di vario genere.

### Tribologia Spaziale

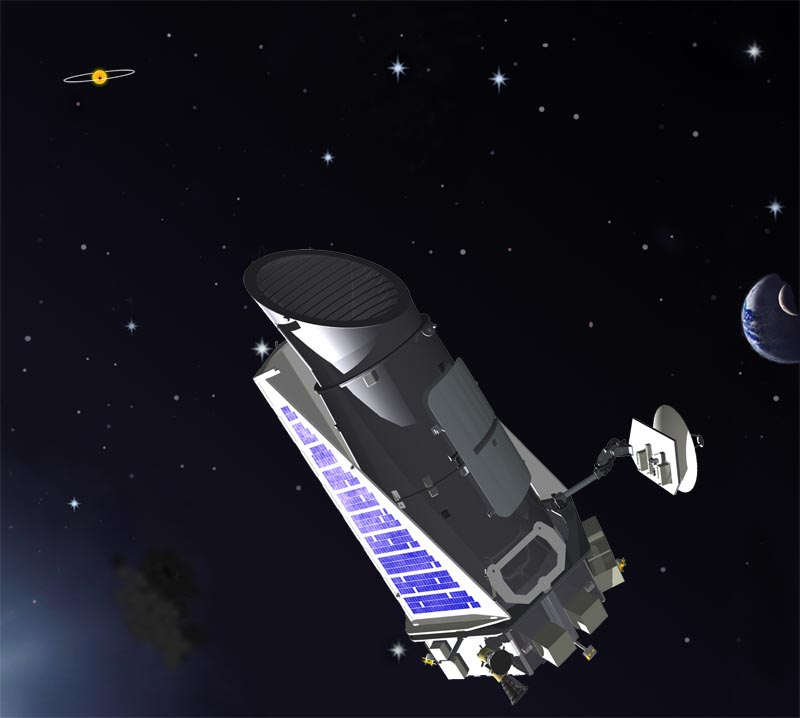
Kepler

La tribologia spaziale comporta uno studio dei fenomeni tribologici in condizioni limite. Le problematiche che si presentano nello spazio sono di vario genere, dalle imponenti escursioni termiche alle basse pressioni, dalla presenza di meteoriti alle radiazioni solari, dall'alto vuoto all'assenza di manutenzione. Tutte queste condizioni comportano la necessità di alcune rettifiche, soprattutto nei sistemi di lubrificazione, che proprio a causa degli sbalzi termici e delle basse pressioni, non possono essere di tipo liquido tradizionale, bensì sono preferibili i lubrificanti solidi. Un esempio pratico di tale necessità si è verificata nel 2013 con il fallimento hardware del sistema di stabilizzazione del telescopio Kepler a causa di un attrito troppo elevato.

### Ecotribologia
Nel 1966, l'anno della pubblicazione del "Jost report", con la parola Ecotribologia, si intendeva principalmente il guadagno economico, che poteva presentarsi in seguito ad uno sviluppo delle tecnologie tribologiche. Oggi, ci si trova di fronte ad un insieme insidioso di problemi ambientali, come il surriscaldamento globale e l'inquinamento, ed è per questo che si utilizza il termine Ecotribologia per rappresentare la possibilità, non solo di un risparmio economico, ma anche di un miglioramento delle condizioni ambientali, grazie alle nuove tecnologie e ai nuovi materiali utilizzati. Si devono proprio ai miglioramenti in campo tribologico: l'abolizione dell'asbesto dai sistemi di freno dei veicoli, la sostituzione di alcuni refrigeranti con altri meno inquinanti e il controllo costante del piombo usato nei cuscinetti. I campi di ricerca correlati alla tribologia sostenibile sono i più svariati, si passa dai tribomateriali per il controllo dell'attrito e dell'usura, ai tribosistemi per il settore del trasporto, dai nuovi tipi di lubrificanti a minor impatto ambientale, allo studio della manutenzione degli ingranaggi dei macchinari. Tutti questi campi di ricerca si pongono come obiettivo il risparmio economico ed energetico e la riduzione sempre maggiore dell'impatto ambientale. Per fare questo, vanno presi in considerazioni alcuni aspetti importanti, come la scelta di materiali ecologici, il riutilizzo dei materiali, la progettazione di design ottimizzati e l'ottimizzazione dei processi industriali.
Un esempio importante degli sviluppi ecotribologici è il lavoro di Shi e Huang, pubblicato nel 2017, su materiali con proprietà "autorigenerative" come l'Idrossipropil-metilcellulosa (HPMC). Questo materiale presenta una struttura chimica unica capace di ridurre il coefficiente di attrito e l'usura, può essere impiegato come lubrificante, e presenta una buona capacità di dissolversi in determinati solventi.

## Strumenti per misure tribologiche
Si riportano in questa sezione alcuni macchinari tra i più utilizzati per svolgere misure in campo tribologico.

### Friction Tester
Strumenti che si basano sul calcolo del coefficiente di attrito come rapporto tra una forza e una massa, possono essere costruiti in modo da offrire la possibilità di inclinare il piano su cui si effettuano le misure e sono dotati di software di controllo e analisi dati.

### Reometri
I reometri sono strumenti utilizzati per valutare viscosità e proprietà di deformabilità della struttura del materiale. Esistono vari tipi di reometri, come i reometri rotazionali a stress controllato e i reometri capillari.

### Strumenti per scale nanometriche
Questi strumenti si sono sviluppati nei primi anni ottanta e sono l'apparato a forza superficiale (SFA), il microscopio a forza atomica (AFM), il microscopio ad effetto tunnel (STM), il microscopio a forza d'attrito (FFM), la microbilancia a cristallo di quarzo (QCM).

## Curiosità

### Triboluminescenza

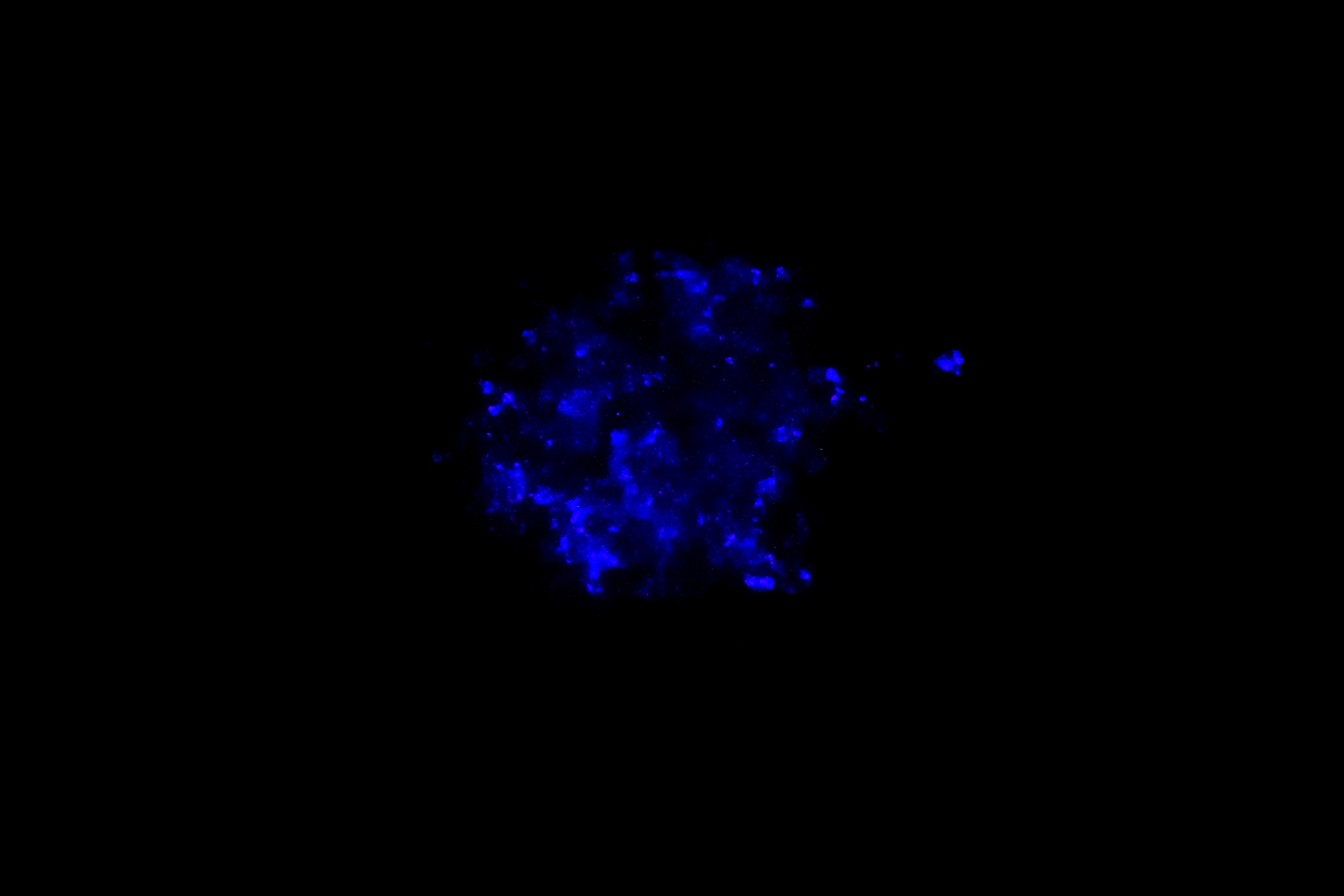
Triboluminescenza

La Triboluminescenza è un fenomeno poco noto, che consiste nella produzione di luce da parte di materiali sottoposti a sforzi meccanici. Questa manifestazione luminosa si verifica molto più spesso di quanto non ci si aspetti, infatti, se in una stanza completamente buia si pesta dello zucchero, o si srotola dello scotch è possibile osservare delle flebili emissioni di luce blu. La triboluminescenza è poco nota proprio perché, salvo condizioni di buio totale, non è facile osservare i brevi e deboli lampi di luce prodotti. Tale avvenimento è più frequente nei cristalli che presentano una struttura che manca di centro di simmetria, come il quarzo, e per ogni singola sostanza esiste una dimensione minima del cristallo al di sotto della quale non si può verificare triboluminescenza. Una recente pubblicazione su Nature ha affermato che fenomeni, come lo srotolamento dello scotch, comportano anche la produzione di raggi X in condizioni di vuoto.

### Consumi, costi ed emissioni
In un recente studio due scienziati finlandesi, Kennet Holmberg e Ali Erdemir, hanno osservato ed analizzato l'influenza che hanno i processi tribologici sul consumo dell'energia, sui costi e sulle emissioni, giungendo ad alcune importanti conclusioni.
- Il 23% del consumo mondiale di energia è dovuto a processi tribologici: il 20% è utilizzato per superare l'attrito, mentre il restante 3% è utilizzato per sostituire le parti affette da usura;
- Con le nuove tecnologie, superfici e tecniche di lubrificazione, è possibile ridurre, nell'arco di 15 anni, la perdita di energia dovuta ad attrito del 40%, e nel giro di 8 anni, del 15%. Questo significa un risparmio annuo del 1.4% del PIL a livello mondiale, e di una riduzione dell'8.7% del consumo totale di energia nel lungo termine;
- Il maggior risparmio di energia, a breve termine, si può avere nei settori del trasporto e della generazione di energia, con un risparmio rispettivo del 25% e del 20%. Nei settori manifatturiero e residenziale, invece, si potrebbe avere un risparmio di circa il 10%;
- Continuare ad investire in innovazioni tecnologiche in campo tribologico, inoltre, può contribuire significativamente alla riduzione delle emissioni globali di {\displaystyle CO_{2}}, e può comportare anche un risparmio mondiale di migliaia di milioni di euro nel lungo termine.

### Congresso Mondiale di Tribologia
Ogni quattro anni, in varie località del mondo, si tiene il Congresso Mondiale di Tribologia, che raccoglie studiosi, ricercatori e aziende provenienti da ogni dove. Lo scopo è quello di condividere le ultime tecnologie sviluppate in campo tribologico e favorire il fiorire di nuove ricerche e di collaborazioni sempre più proficue. Il primo congresso mondiale si è tenuto a Londra (Inghilterra) nel 1997, il secondo a Vienna (Austria) nel 2001, nel 2005 a Washington DC (USA), nel 2009 a Kyoto (Giappone), nel 2013 a Torino e nel 2017 a Beijing (Cina). Il prossimo, che si terrà nel 2021, sarà ospitato dai francesi e si svolgerà nella città di Lione.

### Biomimetica
Nel Congresso Mondiale di Tribologia, tenutosi a Torino nel settembre del 2013, si è introdotto un altro tema fondamentale per lo sviluppo delle tecnologie meccaniche, la biomimetica. Questo ramo delle scienze meccaniche prende la natura come modello e si ripropone di progettare sistemi meccanici sulla falsariga di quelli naturali, eliminando il concetto di rifiuto. Alcuni esempi di biomimetica sono il velcro, delle barriere acustiche ispirate alle tele di ragno e delle branchie stampate in 3D per respirare sott'acqua.

### Pubblicazioni

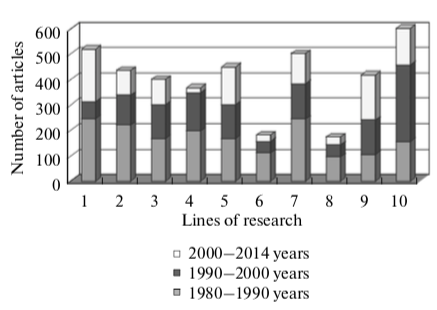
Grafico rappresentativo della quantità delle pubblicazioni fatte nei vari settori di ricerca tribologica.

Si riporta in seguito un grafico, pubblicato nel 2015 nel giornale “Friction and Wear” dove si analizza la quantità di pubblicazioni fatte nei vari settori di ricerca tribologica dal 1980 al 2014. I numeri presenti nell’istogramma rappresentano i vari settori di ricerca come segue: 1) Proprietà strutturali, meccaniche e tribologiche di materiali e rivestimenti; 2) Meccanismi, tipi e peculiarità di usura e tribocouplings; 3) Modellizzazione dei meccanismi di usura e interazione di attrito; 4) Resistenza all’usura e durabilità dei materiali; 5) Analisi quantitative di processi di attrito e usura; 6) Strumenti ed equipaggiamento usati in tribologia; 7) Proprietà tribologiche e reologiche dei lubrificanti; 8) Parametri di superficie e proprietà riguardanti le proprietà tribologiche dei materiali; 9) Proprietà tribologiche di polimeri e materiali compositi; 10) Tribologia in generale.